# فوسای بزرگ
فوسای بزرگ (نام علمی: Cryptoprocta spelea) نام یک گونه منقرض‌شده از زیرخانواده گربه‌زبادیان ماداگاسکار است.
فوسای بزرگ نخستین بار در سال ۱۹۰۲ توصیف شد و در ۱۹۳۵ به عنوان یک گونه جدا به رسمیت شناخته شد. فوسای بزرگ به فوسا (خویشاوند زنده خود) مشابه است اما جثه‌ای بزرگ‌تر دارد.